# Sabbath Bloody Sabbath
Sabbath Bloody Sabbath è il quinto album della band heavy metal britannica Black Sabbath, pubblicato nel novembre del 1973 per l'etichetta WWA Records. L'album ha un totale di vendite stimato di 2,9 milioni di copie in tutto il mondo.

## Il disco
L'album riscosse un grande successo in tutto il mondo. La sua caratteristica principale era una contaminazione tra il suono duro e pesante tipico del gruppo con atmosfere progressive, dovuta soprattutto alla presenza di Rick Wakeman (reclutato in incognito da Iommi) come tastierista.
Tali atmosfere progressive sono in particolare evidenti in Who Are You, costituita quasi esclusivamente da riffs di sintetizzatore, e in Spiral Architect. Al fianco di tali brani ve ne sono tuttavia altri (come Sabbath Bloody Sabbath, Sabbra Cadabra e Killing Yourself to Live, brano scritto da Butler mentre era ricoverato in ospedale per operarsi al rene per via dei suoi abusi d'alcol) che mantengono il sound duro che caratterizza lo stile del gruppo.
L'origine del titolo di Sabbath Bloody Sabbath ha generato due ipotesi: la prima (più accreditata) che si riporta ad uno storpiamento del titolo del film di John Schlesinger Domenica, maledetta domenica; la seconda invece che si ispira ad un tragico episodio avvenuto nel gennaio 1972 a Londonderry, nell'Irlanda del Nord, quando un gruppo di B-Specials, i paracadutisti inglesi, nelle cui file militavano soprattutto estremisti protestanti, aprì il fuoco su un gruppo di manifestanti unionisti cattolici, uccidendo tredici persone e ferendone altre cinquanta. L'accaduto è passato alla storia come Bloody Sunday (Domenica di Sangue) fu ricordato in seguito anche dagli U2 nel loro celebre brano Sunday Bloody Sunday.

## Tracce[4]
Tutti i brani sono stati composti da Ozzy Osbourne, Bill Ward, Geezer Butler e Tony Iommi.
Lato A
1. Sabbath Bloody Sabbath – 5:45
2. A National Acrobat – 6:13
3. Fluff (strumentale) – 4:09
4. Sabbra Cadabra – 5:57

Lato B
1. Killing Yourself to Live – 5:41
2. Who Are You? – 4:10
3. Looking For Today – 5:01
4. Spiral Architect – 5:31

## Formazione[4]
Gruppo
- Ozzy Osbourne - voce, sintetizzatore (tracce 5 e 6), Battito di mani (traccia 7)
- Tony Iommi - chitarre elettriche ed acustiche, pianoforte (tracce 3, 4 e 6), clavicembalo (traccia 3), sintetizzatore (traccia 5), flauto (traccia 7), cornamusa (traccia 8)
- Geezer Butler - basso, sintetizzatore e mellotron (traccia 6), battito di mani (traccia 7)
- Bill Ward - batteria, timpani (tracce 6, 8); bongo (traccia 1), battito di mani (traccia 7)

Altri musicisti
- Rick Wakeman - pianoforte e Minimoog (traccia 4)
- Wil Malone - arrangiamenti
- The Phantom Fiddlers - archi (traccia 8)

Personale tecnico
- Ozzy Osbourne, Tony Iommi, Geezer Butler, Bill Ward - produzione
- Patrick Meehan - direzione artistica
- Mike Butcher - ingegneria del suono
- Drew Struzan - copertina, artwork
- Shepard Sherbell - fotografia